# Даглас C-26
Даглас C-26 Делфин (енгл. Douglas C-26 Dolphin) је био амерички амфибијски авион за осматрање из периода пред Други свјетски рат. Производила га је фабрика Даглас од 1931. до 1935.

## Развој
Делфин је изведен од јединог примјерка авиона Синбад који је прво полетио у јулу 1930. Делфин и Синбад су имали исти распоред мотора, и друге сличности. Занимљивост авиона су били додатни аеропрофили на горњем дијелу мотора за превлађивање турбуленције. Конструкција трупа је била од метала, а крила од дрвета и шперплоче.
Произведено је укупно 58 авиона у не мање од 17 верзија, под именима Ц-21, ФП-1, ОА-3, ОА-4, ФП-2, ОА-4Ц, Ц-26А, Ц-26Б и другим.

## Употреба
Делфин се истакао поузданошћу и спашавањем људи за потребе Обалске Страже (US Coast Guard). Кориштен је и у америчкој војсци и морнарици.

## Карактеристике (C-21)
Врста авиона: амфибијски авион за осматрање
- Посада: 2
- Први лет прототипа:
- Уведен у употребу: 1931.
- Крај употребе:
- Произвођач: Даглас

Димензије
- Дужина: 13.36
- Распон крила: 18.29
- Висина: 4.29
- Површина крила: 52.21
- Аеропрофил крила:

Масе
- Празан: 2659
- Оптерећен:
- Највећа полетна маса: 3893

Погонска група
- Мотори: два, Прат и Витни Р-985 (Pratt & Whitney R-985), 261 kW, 350 КС
- Однос снага/тежина:

## Летне особине
- Највећа брзина: 225
- Крстарећа брзина: 192
- Радијус дејства: 885
- Највећи долет:
- Оперативни врхунац лета: 4330
- Брзина пењања: